# ماکسیمیلیان کراوس
ماکسیمیلیان کراوس (انگلیسی: Maximilian Krauß؛ زادهٔ ۲۴ نوامبر ۱۹۹۶) بازیکن فوتبال اهل آلمان است.